# Championnats d'Amérique centrale et des Caraïbes d'athlétisme 1987

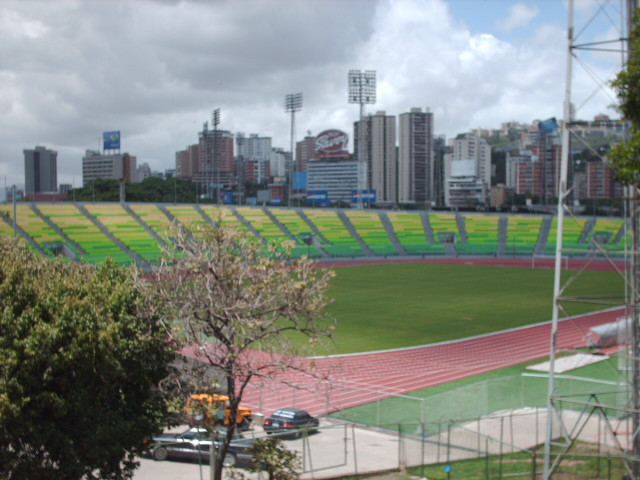
Stade "Olímpico de la UCV" à Caracas

Les 11es Championnats d'Amérique centrale et des Caraïbes d'athlétisme ont eu lieu à Caracas, au Venezuela, en 1987. 

## Résultats

### Hommes
| Épreuve | Or                                | Or                | Argent                                           | Argent          | Bronze                                  | Bronze          |
| --- | --------------------------------- | ----------------- | ------------------------------------------------ | --------------- | --------------------------------------- | --------------- |
| 100 m | Juan Núñez République dominicaine | 10 s 22           | Luis Morales Porto Rico                          | 10 s 37         | John Mair Jamaïque                      | 10 s 39         |
| 200 m | Clive Wright Jamaïque             | 20 s 64           | Juan Núñez République dominicaine                | 20 s 79         | John Mair Jamaïque                      | 20 s 99         |
| 400 m | Elvis Forde Barbade               | 45 s 63           | Jesús Malavé Venezuela                           | 45 s 68         | Ian Morris Trinité-et-Tobago            | 45 s 90         |
| 800 m | William Wuycke Venezuela          | 1 min 49 s 10     | Raúl Mesa Cuba                                   | 1 min 49 s 80   | Dennis Hines Jamaïque                   | 1 min 50 s 30   |
| 1 500 m | Raúl Mesa Cuba                    | 3 min 46 s 17     | José Isaac Cuba                                  | 3 min 46 s 82   | Linton McKenzie Jamaïque                | 3 min 46 s 87   |
| 5 000 m | Pablo Cerón Mexique               | 14 min 06 s 20    | Pedro Ortiz Colombie                             | 14 min 09 s 58  | Carlos Quiñones Porto Rico              | 14 min 13 s 53  |
| 10 000 m | Rafael Zepeda Mexique             | 29 min 46 s 62 CR | Silvio Salazar Colombie                          | 30 min 38 s 69  | José Carmona Venezuela                  | 30 min 38 s 74  |
| Semi-marathon | Alfredo Bolívar Mexique           | 1 h 13 min 26 s   | Óscar González Venezuela                         | 1 h 13 min 42 s | Jahir Mosquera Colombie                 | 1 h 13 min 59 s |
| 3000 m steeple | Juan Ramón Conde Cuba             | 8 min 42 s 38     | Diosdaro Martos Cuba                             | 9 min 03 s 90   | José Bolivar Venezuela                  | 9 min 19 s 46   |
| 110 m haies | Jacinto Álvarez Cuba              | 13 s 83           | Ángel Bueno Cuba                                 | 14 s 01         | Modesto Castillo République dominicaine | 14 s 06         |
| 400 m haies | Winthrop Graham Jamaïque          | 49 s 58 CR        | Francisco Moret Cuba                             | 50 s 45         | Emmanuel Smith Venezuela                | 50 s 94         |
| Saut en hauteur | Clarence Saunders Bermudes        | 2,26 m            | Francisco Centelles Cuba                         | 2,20 m          | Bárbaro Díaz Cuba                       | 2,20 m          |
| Saut à la perche | Miguel Saldarriaga Colombie       | 5,05 m            | Brent Vanderpool Bahamas                         | 4,75 m          | Liston Boschette Porto Rico             | 4,75 m          |
| Saut en longueur | Ray Quiñones Porto Rico           | 8,01 m            | Ubaldo Duany Cuba                                | 8,00 m          | Miguel Valle Cuba                       | 7,92 m          |
| Triple saut | Héctor Marquetti Cuba             | 16,91 m           | Norbert Elliott Bahamas                          | 16,40 m         | Steve Hanna Bahamas                     | 16,32 m         |
| Lancer du poids | Marciso Boué Cuba                 | 18,15 m           | Pedro Contreras Cuba                             | 17,30 m         | Samuel Crespo Porto Rico                | 16,46 m         |
| Lancer du disque | Roberto Moya Cuba                 | 60,10 m           | Samuel Crespo Porto Rico                         | 48,00 m         | Luis Palacios Venezuela                 | 46,78 m         |
| Lancer du marteau | Vicente Sánchez Cuba              | 69,86 m CR        | Eladio Hernández Cuba                            | 64,44 m         | Edmundo Castillo Venezuela              | 56,50 m         |
| Lancer du javelot (Nouveau modèle) | Luis Lucumí Colombie              | 72,46 m CR        | Orlando Hernández Cuba                           | 71,20 m         | Héctor Duharte Cuba                     | 70,84 m         |
| Décathlon | Miguel Valle Cuba                 | 7 586 pts CR      | Ernesto Betancourt Cuba                          | 7 534 pts       | Rubén Herrada Venezuela                 | 6 734 pts       |
| 20 km marche | Carlos Ramones Venezuela          | 1 h 34 min 34 s   | Francisco Vargas Colombie                        | 1 h 34 min 34 s | Nicolás Soto Porto Rico                 | 1 h 41 min 14 s |
| 4 × 100 m | Jamaïque                          | 39 s 45           | Panama                                           | 40 s 48         | République dominicaine                  | 40 s 65         |
| 4 × 400 m | Jamaïque                          | 3 min 03 s 54     | Venezuela Boddington R Diaz Jesús Malavé Philips | 3 min 05 s 15   | Cuba                                    | 3 min 07 s 17   |
| Records et Performances - AR : Record continental (area record) - CR : Record des championnats (championship record) - MR : Record du meeting (meet record) - NR : Record national (national record) - OR : Record olympique (olympic record) - PR : Record paralympique (paralympic record) - PB : Record personnel (personal best) - SB : Meilleure performance personnelle de la saison (season's best) - WL : Meilleure performance mondiale de l'année (world leader) - WJR : Record du monde junior (world junior record) - WR : Record du monde (world record) Circonstances et Conditions - DNF : N'a pas terminé (did not finish) - DNS : N'a pas pris le départ (did not start) - DQ : Disqualification (disqualification) - NM : Aucun essai valable enregistré (No Mark) - Q : Qualifié « directement » au prochain tour (ou à la prochaine compétition), lors d'une compétition majeure, grâce au classement ou à la réalisation des minima (automatic qualifier) - q : Qualifié au prochain tour (ou à la prochaine compétition), lors d'une compétition majeure, grâce au repêchage ou à la réalisation de l'une des meilleures performances parmi celles des « non qualifiés directement » (grâce au meilleur temps ou à la meilleure distance par exemple) (secondary qualifier) |                                   |                   |                                                  |                 |                                         |                 |

### Femmes
| Épreuve | Or                         | Or                | Argent                       | Argent         | Bronze                        | Bronze         |
| --- | -------------------------- | ----------------- | ---------------------------- | -------------- | ----------------------------- | -------------- |
| 100 m | Amparo Caicedo Colombie    | 11 s 75           | Alejandra Flores Mexique     | 12 s 01        | Rosa García Mexique           | 12 s 26        |
| 200 m | Ester Petitón Cuba         | 23 s 67           | Amparo Caicedo Colombie      | 24 s 07        | Yolande Straughn Barbade      | 24 s 17        |
| 400 m | Norfalia Carabalí Colombie | 51 s 70           | Cathy Rattray Jamaïque       | 51 s 83        | Ester Petitón Cuba            | 53 s 99        |
| 800 m | Angelita Lind Porto Rico   | 2 min 04 s 87     | Cathy Rattray Jamaïque       | 2 min 05 s 85  | Norfalia Carabalí Colombie    | 2 min 07 s 67  |
| 1 500 m | Milagro Rodríguez Cuba     | 4 min 29 s 34     | Angelita Lind Porto Rico     | 4 min 29 s 51  | Fabiola Rueda Colombie        | 4 min 34 s 89  |
| 3 000 m | Milagro Rodríguez Cuba     | 9 min 58 s 86     | Yolanda González Mexique     | 9 min 59 s 05  | Fabiola Rueda Colombie        | 9 min 59 s 13  |
| 10 000 m | Isabel Juárez Mexique      | 35 min 06 s 20 CR | Fanny Romero Colombie        | 36 min 09 s 40 | Emperatriz Wilson Cuba        | 37 min 07 s 20 |
| 100 m haies | Sandra Taváres Mexique     | 13 s 49 CR        | María Torreblanca Cuba       | 13 s 63        | Mary Hawkins Panama           | 13 s 82        |
| 400 m haies | Belkis Chávez Cuba         | 58 s 82           | Carmen Rodríguez Venezuela   | 1 min 04 s 24  | Rosa Urbina Venezuela         | 1 min 04 s 64  |
| Saut en hauteur | Mazel Thomas Jamaïque      | 1,81 m            | María del Carmen García Cuba | 1,81 m         | Victoria Despaigne Cuba       | 1,78 m         |
| Saut en longueur | Niurka Montalvo Cuba       | 6,31 m            | Madeline de Jesús Porto Rico | 6,11 m         | Mazel Thomas Jamaïque         | 5,98 m         |
| Lancer du poids | Lissete Martínez Cuba      | 17,22 m           | Jenny Quintero Venezuela     | 13,94 m        | Marlene Lewis Jamaïque        | 13,61 m        |
| Lancer du disque | Bárbara Hechevarría Cuba   | 54,94 m           | Rita Álvarez Cuba            | 54,10 m        | María Isabel Urrutia Colombie | 52,60 m        |
| Lancer du javelot | Herminia Bouza Cuba        | 62,78 m           | Marieta Riera Venezuela      | 55,14 m        | Mariela Riera Venezuela       | 50,34 m        |
| Heptathlon | Victoria Despaigne Cuba    | 5 514 pts CR      | Laiza Carrillo Cuba          | 5 130 pts      | Daisy Ocasio Porto Rico       | 4 879 pts      |
| 4 × 100 m | Colombie                   | 45 s 29           | Mexique                      | 46 s 25        | Cuba                          | 47 s 01        |
| 4 × 400 m | Cuba                       | 3 min 27 s 23 CR  | Barbade                      | 3 min 40 s 35  | Porto Rico                    | 3 min 41 s 82  |
| Records et Performances - AR : Record continental (area record) - CR : Record des championnats (championship record) - MR : Record du meeting (meet record) - NR : Record national (national record) - OR : Record olympique (olympic record) - PR : Record paralympique (paralympic record) - PB : Record personnel (personal best) - SB : Meilleure performance personnelle de la saison (season's best) - WL : Meilleure performance mondiale de l'année (world leader) - WJR : Record du monde junior (world junior record) - WR : Record du monde (world record) Circonstances et Conditions - DNF : N'a pas terminé (did not finish) - DNS : N'a pas pris le départ (did not start) - DQ : Disqualification (disqualification) - NM : Aucun essai valable enregistré (No Mark) - Q : Qualifié « directement » au prochain tour (ou à la prochaine compétition), lors d'une compétition majeure, grâce au classement ou à la réalisation des minima (automatic qualifier) - q : Qualifié au prochain tour (ou à la prochaine compétition), lors d'une compétition majeure, grâce au repêchage ou à la réalisation de l'une des meilleures performances parmi celles des « non qualifiés directement » (grâce au meilleur temps ou à la meilleure distance par exemple) (secondary qualifier) |                            |                   |                              |                |                               |                |

## Tableau des médailles
| Rang | Nation                 | Or | Argent | Bronze | Total |
| ---- | ---------------------- | -- | ------ | ------ | ----- |
| 1    | Cuba                   | 18 | 15     | 8      | 41    |
| 2    | Colombie               | 5  | 5      | 5      | 15    |
| 3    | Mexique                | 5  | 3      | 1      | 9     |
| 4    | Jamaïque               | 5  | 2      | 6      | 13    |
| 5    | Venezuela              | 2  | 6      | 8      | 16    |
| 6    | Porto Rico             | 2  | 4      | 6      | 12    |
| 7    | République dominicaine | 1  | 1      | 2      | 4     |
| 8    | Barbade                | 1  | 1      | 1      | 3     |
| 9    | Bermudes               | 1  | 0      | 0      | 1     |
| 10   | Bahamas                | 0  | 2      | 1      | 3     |
| 11   | Panama                 | 0  | 1      | 1      | 2     |
| 12   | Trinité-et-Tobago      | 0  | 0      | 1      | 1     |